# لئوناردو کولیلا
لئوناردو کولیلا مهاجم اهل برزیل است که در شهر سائوپائولو و در تاریخ ۱۳ سپتامبر ۱۹۳۰ به دنیا آمده‌است.
لئوناردو کولیلا در تیم‌های فوتبال کورینتیانس سابقهٔ حضور دارد.